# محمد بن عبدالله بن طاهر
محمد بن عبدالله بن طاهر یکی از اعضای خاندان طاهری بود که در سال ۲۰۹ هجری قمری به دنیا آمد. در کودکی و در زمان پدرش موفق شد علوم مختلف را فراگیرد. از او احادیث زیادی از علی بن موسی الرضا با وساطت ابوالصلت هروی به جای مانده‌است. محمد بن عبدالله قبل از حکومت بغداد از طرف برادرش طاهر بن عبدالله — حاکم خراسان — برای مدت هفت سال حکومت امارت طبرستان را بر عهده داشت. بعد از آن طاهر بن عبدالله، برادرش محمد را به بغداد به عنوان رئیس شحنگان و نیز عامل عراق و فارس فرستاد.

## رفتن و اقامت در بغداد
ورود محمد بن عبدالله به بغداد باعث خرسندی متوکل شد؛ زیرا متوکل به خاندان طاهری علاقه زیادی داشت. رابطه محمد بن عبدالله با متوکل نزدیک و دوستانه بود و در مجالس خصوصی او نیز حضور می‌یافت. خلافت یافتن مستعین در سال ۲۴۸هجری قمری، همزمان با مرگ طاهر بن عبدالله در خراسان بود. خلیفه مستعین تلاش کرد خود را از دست محمد بن عبدالله با فرستادن او به خراسان مانند جانشین طاهر، رهایی بخشد ولی محمد از رفتن خودداری کرد و بغداد را ترک نکرد، پسر طاهر که او نیز محمد نام داشت، جانشین پدر شد. مستعین به دلیل علاقه ای ک به محمد بن عبدالله پیدا کرده بود، حکومت مکه و مدینه را علاوه بر منصب پیشین در اختیار او گذاشت. علت اینکه محمد بن عبدالله اقامت در بغداد را توجیه داد و به خراسان نرفت این بود که او ترس داشت که بارفتن او به خراسان میان خانواده اختلاف ایجاد شود و اوضاع خراسان نابسمان شود، زیرا طاهر پسرش را در خراسان جانشین خود کرده بود.

## شورش در طبرستان
خلیفه مستعین، به پاس خدمات محمد بن عبدالله و به خصوص سرکوب شورش یحیی بن عمر که در کوفه قیام کرده بود، املاک وسیعی در طبرستان به او بخشید. اقدامات نماینده او، جابر بن هارون نصرانی در اداره اقطاعات محمد بن عبدالله در طبرستان، باعث شورش مردم ناحیه کلار، چالوس و سرانجام منجر به خارج شدن طبرستان از حیطه نفوذ حاکمان طاهری خراسان شد. شورش ترکان و انتقال مرکز خلافت از سامره به بغداد، مهم‌ترین رویداد زمان امارت محمد بن عبدالله در بغداد به‌شمار می‌رود.

## ویژگی‌های محمد بن عبدالله
محمد بن عبدالله به شعر و شاعری علاقه زیادی داشت. ابن ندیم اشعار او را هفتاد ورق دانسته‌است. شعرا او را به خاطر اخلاق پسندیده و سخاوتش ستوده‌اند؛ تا جایی ک ادب، سخاوت و خلق خوش او باعث شهرتش در میان مردم شد. او، احمد بن یحیی ابوالعباس ثعلب را برای آموزش فرزندش، طاهر به خدمت گرفت. احمد بن یحیی سیزده سال به تعلیم و تربیت طاهر فرزند محمد بن عبدالله مشغول بود. محمد بن عبدالله، از علوم و دانش بسیار بهره‌مند بود؛ چنان‌که علاقه زیاد او به ادبیات و زبان‌شناسی، باعث شده بود تا کسانی مانند مبرد و احمد بن یحیی را همراه خود کند.

## مرگ محمد بن عبدالله
محمد بن عبدالله به مرگ طبیعی در بغداد در گذشت. مرگ او ضربه ای سخت بر موقعیت خاندان طاهری بغداد وارد کرد و از نظر برادر او، عبیدالله بن عبدالله بن طاهر نیز قابل جبران نبود. به دنبال مرگ او میان فرزندش طاهر و برادرش عبیدالله بن عبدالله دربارهٔ نماز خواندن بر جنازه او اختلاف افتاد. سرانجام طاهر این کار را انجام داد. برای جانشینی او نیز عامه مردم خواهان سپردن امور به طاهر بودند؛ ولی سپاهیان طرف عبیدالله بن عبدالله را گرفتند اما چون محمد بن عبدالله در مورد جانشینی برادرش عبیدالله وصیت کرده بود، معتز تمام اختیارات او را در بغداد به برادرش واگذار کرد.